# 受胎告知 (ヴェロネーゼ、ウフィツィ美術館)
『受胎告知』（じゅたいこくち、伊: Annunciazione, 英: Annunciation）は、イタリアのルネサンス期のヴェネツィア派の画家パオロ・ヴェロネーゼが1551年から1556年ごろに制作した絵画である。油彩。主題は『新約聖書』「ルカによる福音書」1章で言及されている受胎告知である。ヴェロネーゼは当時のヴェネツィア派の画家よりも多くの『受胎告知』を制作した。本作品はその中でも初期に位置する作品で、以前はヴェロネーゼの共同制作者ジョヴァンニ・バッティスタ・ゼロッティの作品と考えられていた。制作経緯や発注者については不明である。17世紀にフィレンツェの画家で、ヴェネツィア絵画の愛好者であるパオロ・デル・セラが所有する絵画であったことが知られており、その後交流のあったレオポルド・デ・メディチによって購入されたことでメディチ家のコレクションに加わった。現在はフィレンツェのウフィツィ美術館に所蔵されている。

## 作品

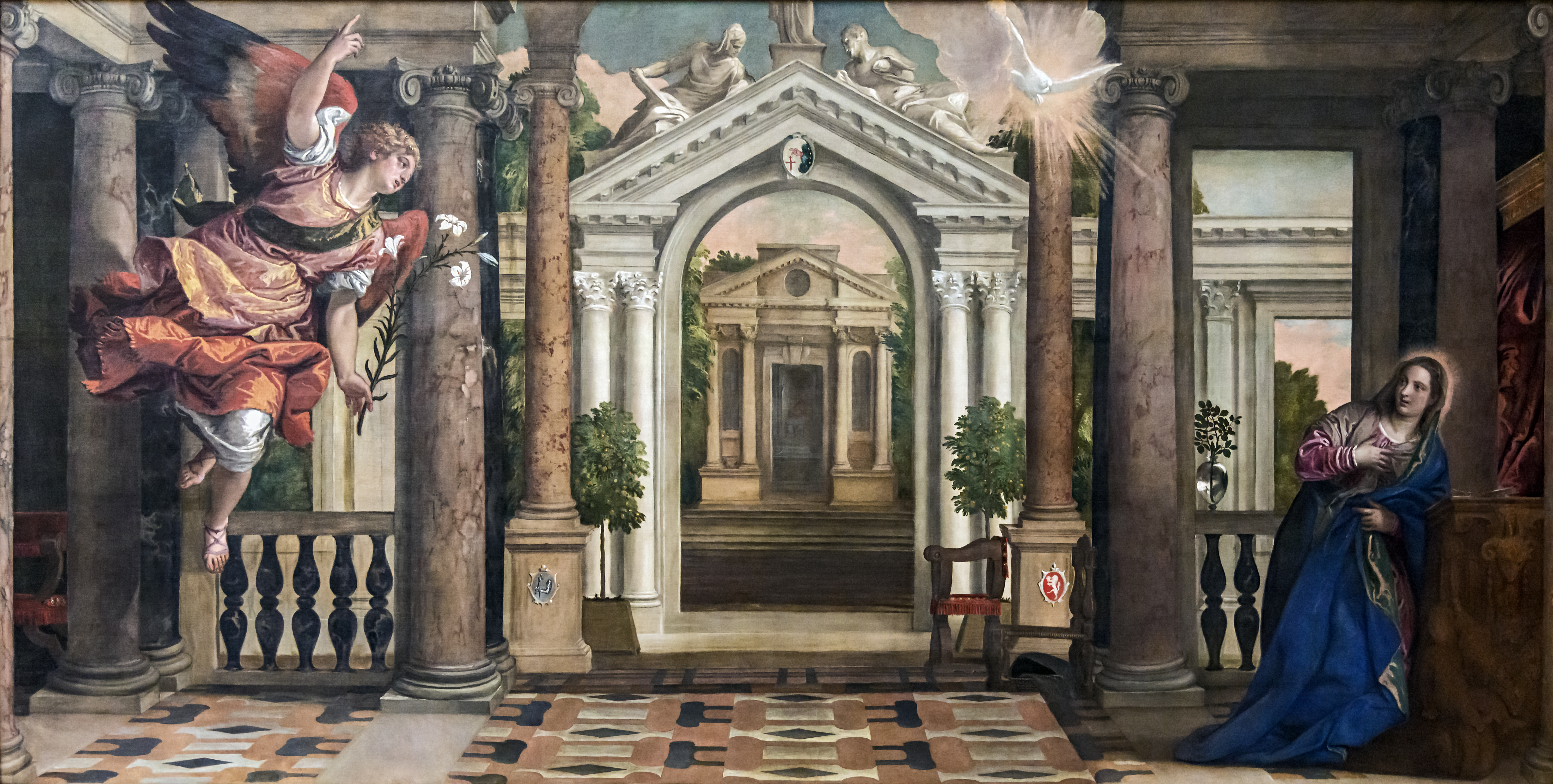
ヴェロネーゼが1578年に制作した『受胎告知』。アカデミア美術館所蔵。

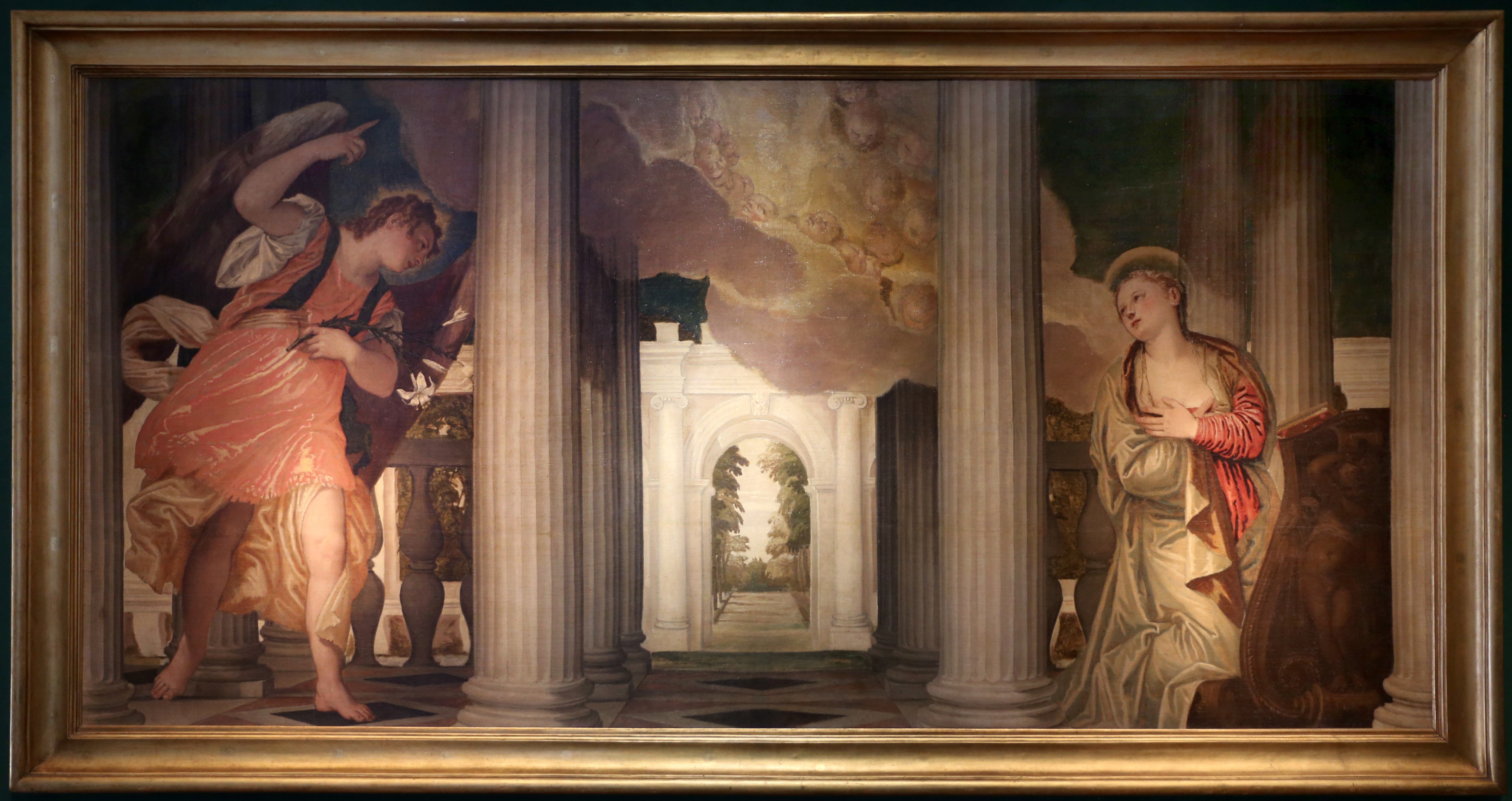
額縁。

ヴェロネーゼは大天使ガブリエルから処女懐胎を告げられた聖母マリアを描いている。ガブリエルは左手に白い百合の花を持ち、身をかがめながら右腕を上げて天を指さしている。また柱廊の書見台で祈祷書を読んでいた聖母も、振り返って空中を見上げている。柱廊の空中にはケルビムが集合した神秘的な雲が入り込んでおり、聖母の身体に到達している。また聖母の視線は雲の輝きの中で飛翔する、鳩によって表された聖霊を捉えている。
大天使と聖母の間の空間には記念碑的な石柱を備えた通路があり、壁に囲まれた庭園につながっている。横長の画面は石柱によって均等に三分割され、画面の両端に大天使と聖母を配置している。この画面の対称性と三分割は中央イタリアにおける受胎告知の場面の特徴である。これらの要素は、ウフィツィ美術館のバージョンが1578年にメルカンティ同信会のために制作され、現在ヴェネツィアのアカデミア美術館に所蔵されている『受胎告知』の初期のバージョンであることを示唆している。実際に両者の間には多くの共通点が存在している。いずれも画面は石柱によって三分割され、人物像は両端に配置され、中央の通路は庭園へと続いている。
帰属については、1950年代までヴェロネーゼとその共同制作者であるジョヴァンニ・バッティスタ・ゼロッティとの間で揺れてきたが、現在は一般的にヴェロネーゼの初期の作品として受け入れられている。大天使と聖母の顔の特徴はゼロッティの柔らかさを持っているが、衣服のひだとハイライトはヴェロネーゼの特徴を示している。鳩自体はパドヴァ市立美術館のゼロッティの『受胎告知の天使』（Angel of the Annunciation）と『受胎告知の聖母』（Virgin of the Annunciation）の鳩に似ているが、鳩とケルビムの集合的・動的な輝く雲はヴェロネーゼを示唆している。
ウフィツィ美術館のバージョンはヴェネツィアのパトロンにとって印象的だったようである。メルカンティ同信会のバージョンとそのプロトタイプから派生した複数の絵画は、同様の品質の、穏やかな記念碑性を備えている。ヴェロネーゼと彼の工房が制作した多くの受胎告知は、パトロンが同主題のためにヴェロネーゼの作品を求めたことを示唆している。

## 来歴
初期の来歴は不明である。17世紀初頭にはパオロ・デル・セラのコレクションとなっており、1654年にフィレンツェのレオポルド・デ・メディチによって購入され、1675年にウフィツィ美術館に収蔵された。1677年から1798年までの間、ピッティ宮殿のパラティーナ美術館の間で展示されたのち、1798年8月21日にウフィツィ美術館に移された。第二次世界大戦中の1940年6月6日、絵画はポッジョ・ア・カイアーノのメディチ荘の戦争避難所に運ばれた。戦後、絵画がフィレンツェに返還されると、ピッティ宮殿の銀器博物館（Silver Museum）に置かれた。絵画がウフィツィ美術館に収蔵されたのは1951年7月11日のことである。

## ギャラリー
本作品のほかにも以下のようなヴェロネーゼの『受胎告知』が知られている。

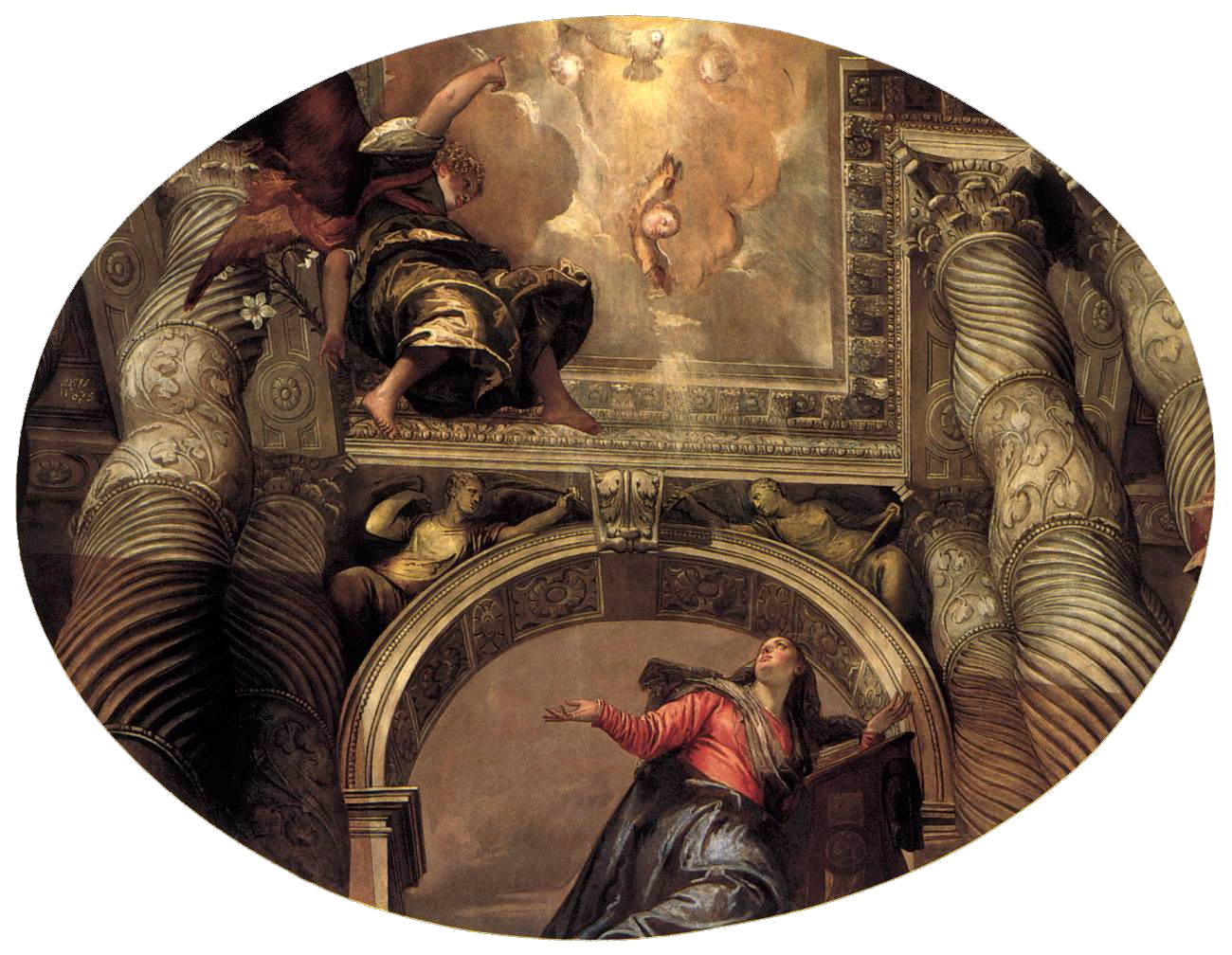
『受胎告知』1558年頃 サンティ・ジョヴァンニ・エ・パオロ聖堂所蔵
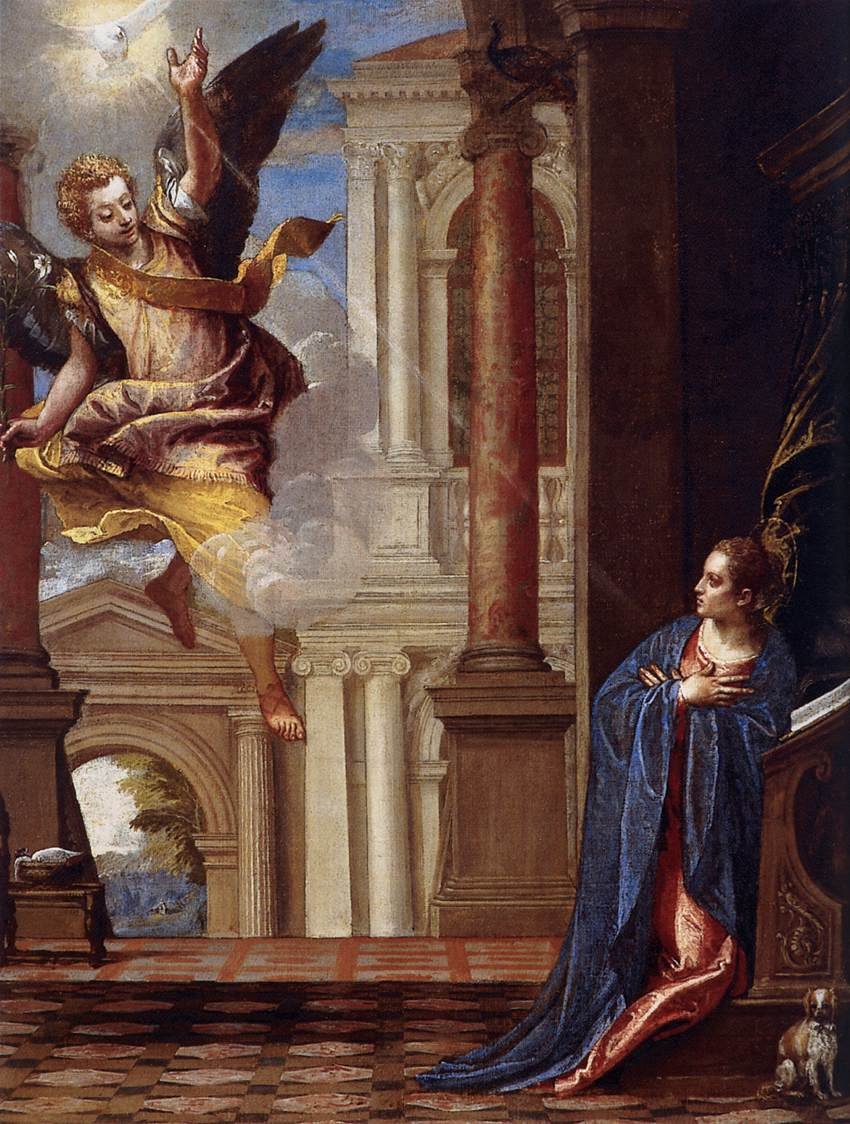
『受胎告知』1580年頃 ティッセン＝ボルネミッサ美術館所蔵、カタルーニャ国立美術館寄託
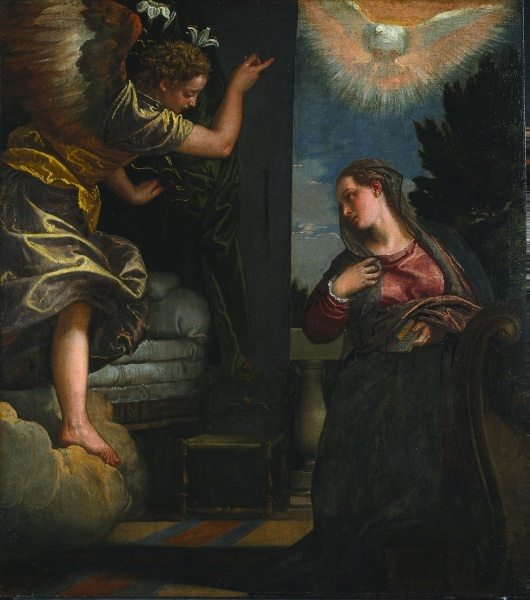
『受胎告知』1580年頃 クリーブランド美術館所蔵
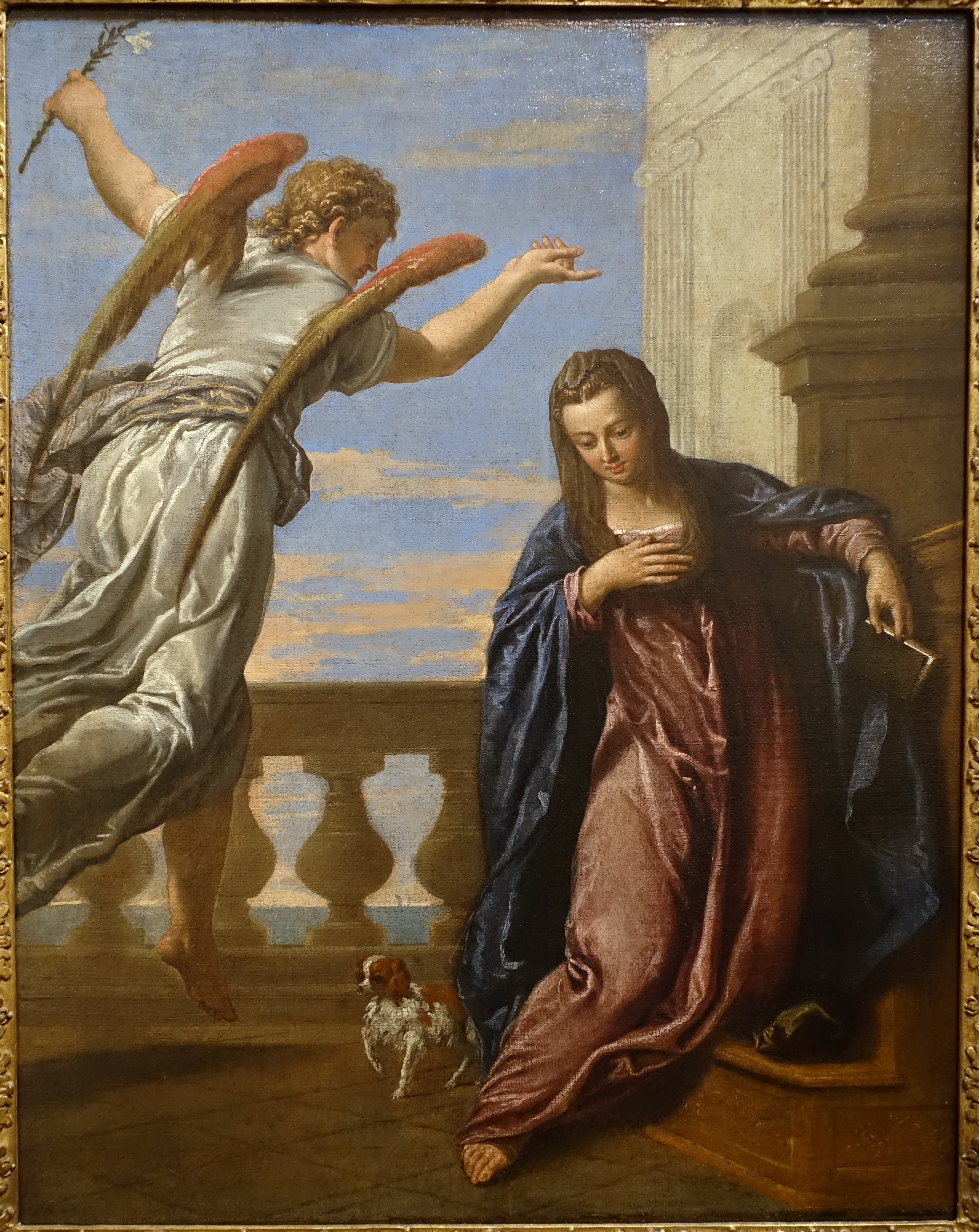
工房作『受胎告知』1580年頃 ブラントン美術館所蔵
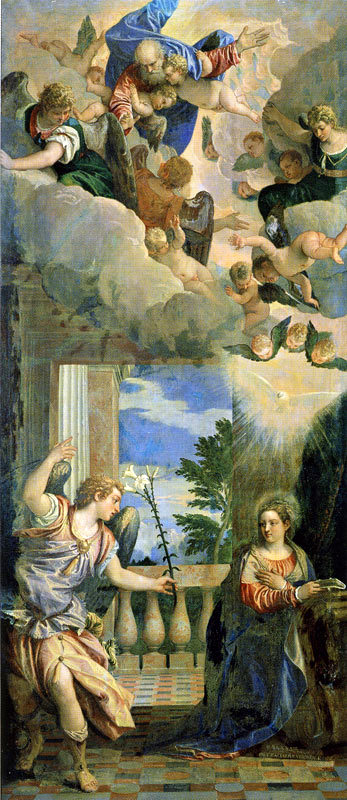
『受胎告知』1583年 エル・エスコリアル修道院所蔵
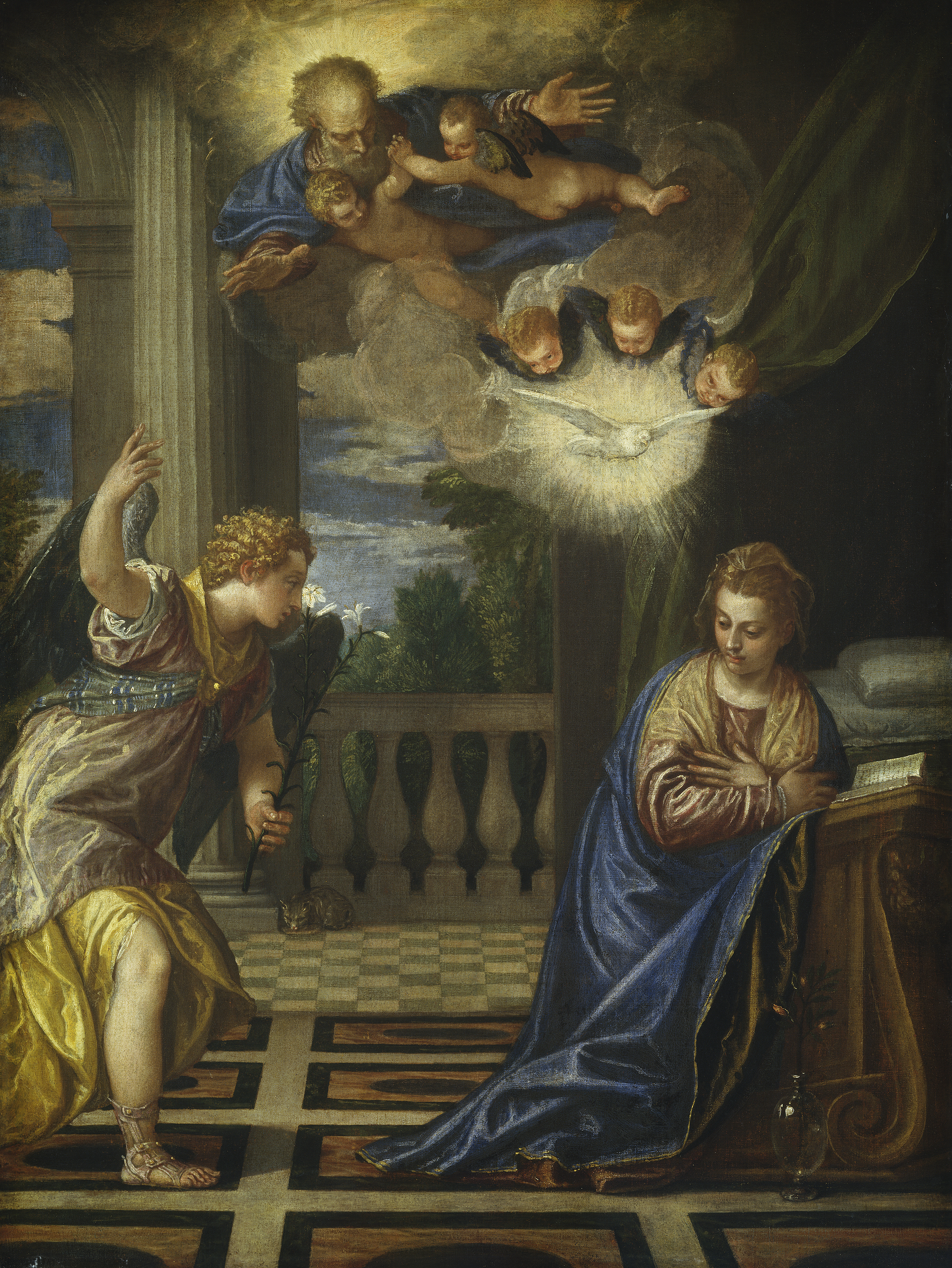
『受胎告知』1583年-1584年 ワシントン・ナショナル・ギャラリー所蔵